# Людвиг Баварский (фильм)
«Людвиг Баварский» (нем. Ludwig II.) — немецкий художественный историко-биографический фильм 2012 года режиссёров и сценаристов Мари Ноэль и Петера Зера.

## Сюжет
Фильм повествует о жизни одного из самых загадочных и экстравагантных монархов Европы XIX века.
Людвиг II взошёл на трон Баварии в восемнадцать лет, будучи весьма романтичным юношей, в то время как повсюду царили войны и нищета. Молодой монарх верил в лучший мир и хотел использовать свою власть во благо людям, гарантируя своим подданным покой и счастье. В его мечтах Бавария должна была стать центром красоты, искусства и культуры. Государственные деньги Людвиг планирует вкладывать в театр, музыку и образование, а не в оружие. Он страстно любит и восхищается творчеством композитора Рихарда Вагнера, что вызывает обеспокоенность при дворе. Его министры ропщут против поддержки обожаемого композитора.
Его королевство впутывается в войны с Пруссией и Францией и терпит поражение. Кроме того, он отказывается сочетаться браком со своей невестой, свадьбы с которой так ждал его народ. Этот свой шаг он объясняет тем, что более не любит свою нареченную… В то же время он питает симпатию к главному придворному конюху Рихарду Хорнигу.

## В ролях
- Себастьян Шиппер — Людвиг Баварский 
  - Сабин Тамбреа — Людвиг Баварский в юности
- Ханна Херцшпрунг — королева Елизавета Баварская
- Эдгар Зельге — Рихард Вагнер
- Том Шиллинг — принц Отто
- Фридрих Мюке — Рихард Хорниг
- Самюэль Финци — Петер Зер
- Кристоф Малавуа — Наполеон III
- Уве Оксенкнехт — Луитпольд Баварский
- Паула Беер — София Шарлотта
- Петер Симонишек — Людвиг фон дер Пфордтен
- Гедеон Буркхард — Макс Холштайн
- Франц Динда — Генрих  Фогель
- Юстус фон Донани — Йоханн фон Лутц